# Основна музичка школа
Музичка школа (енгл. music school, фр. école de musique) je музичко-образовна установа специјализована да препозна и припрема надарену децу за стицање знања, појмова и умећа из области музике, уз систематичну и континуирану наставу (обуку) од стране стручног наставног кадра. 
Све ово надареној деци омогућава даље музичко школовање и напредовање, ако то желе. 

## Основна музичка школа
Основна музичка школа (енгл. primary music school) је музичко-образовна установа одређена да обучава децу до 14 година старости која желе да уче да певају или свирају неки музички инструмент од стране стручног наставног особља, омогућавајући им даље музичко школовање и напредовање.
За разлику од основне школе, похађање основне музичке школе није обавезно. 
Упису ученика у основну музичку школу претходи провера музичких способности — пријемни испит (аудиција).

## Трајање ОМШ
Дужина трајања школовања у школи зависи од главног предмета који ученик изучава и за које стиче основно музичко образовање, а може бити од две до шест година. 
У табели је приказано трајање ОМШ у Србији, а слично је и у земљама бивше Југославије. У другим државама, трајање основног музичког образовања варира од земље до земље.
| ИНСТРУМЕНТ  | ГОДИНЕ УЧЕЊА |
| Соло певање | 2 године     |
| контрабас   | 4 године     |
| обоа        | 4 године     |
| кларинет    | 4 године     |
| труба       | 4 године     |
| хорна       | 4 године     |
| виолина     | 6 година     |
| виола       | 6 година     |
| виолончело  | 6 година     |
| флаута      | 6 година     |
| гитара      | 6 година     |
| хармоника   | 6 година     |
| клавир      | 6 година     |

Наставни час инструмента варира од школе до школе. Углавном за полазне разреде час траје 30 минута, док за више разреде 45 минута.

## Наставни предмети
Осим главног предмета, ученици ОМШ имају обавезу да похађају још следеће наставне предмете:
- солфеђо
- теорију музике
- хор и
- оркестар

Солфеђо је обавезан предмет од првог разреда основне музичке школе, а од четвртог до шестог и остале наведене предмете. Међутим, постоји могућност похађати неки од ових предмета у нижим разредима, као изборни предмет.

## Узраст
Ученици се Основну музичку школу могу уписати у различитим узрастима. Генерално, успех ученика је бољи што се дете раније почне бавити музиком. Такође, практикује се да се млађа деца уписују на инструменте чија настава траје дуже. Тако, на пример, на шестогодишње школовање се уписују ученици од 7 до 9 година, четворогодишње од 9 до 11, а двогодишње од 15 до 18.

## Јавне исправе
Основне музичке школе уписаном ученику издаје књижицу, а приликом исписивања исписницу или преводницу. Школа издаје ученику уверење о положеном испиту, уверење о положеним уже стручним предметима (за непарелелне ученике), уверење о завршном делу матуре, сведочанство о завршеној основној музикој школи и диплому за стечено музичко образовање. 

## Типови ОМШ
Основне музичке школе могу бити: 
- државне или приватне
- самосталне или при некој другој образовној установи или институцији
- за слепу и слабовиду децу
- за децу ометену у развоју